# Труильбер, Поль
Поль-Дезире Труильбер (фр. Paul-Désiré Trouillebert; 1829, Париж — 28 июня 1900, там же) — французский художник, пейзажист, представитель Барбизонской школы.

## Биография
Обучался в Школе изящных искусств в Париже.
Был учеником Эрнста Эбера и Шарля Жалабера. Начинал, как портретист.
Дебютировал в Парижский салоне в 1865 году, в 1865—1872 годах выставил в Салоне по крайней мере один портрет.
К 1860-м годам его интересы сместились в сторону пейзажной живописи. В Салоне 1869 года выставил несколько пейзажей, за которые получил признание критиков. Работал в Париже и Канде.
Живописец-жанрист, создал ряд картин в жанре обнаженной натуры, ориенталист, известен прежде всего пейзажами, вдохновленными работами эпохи романтизма художника Коро.

## Галерея

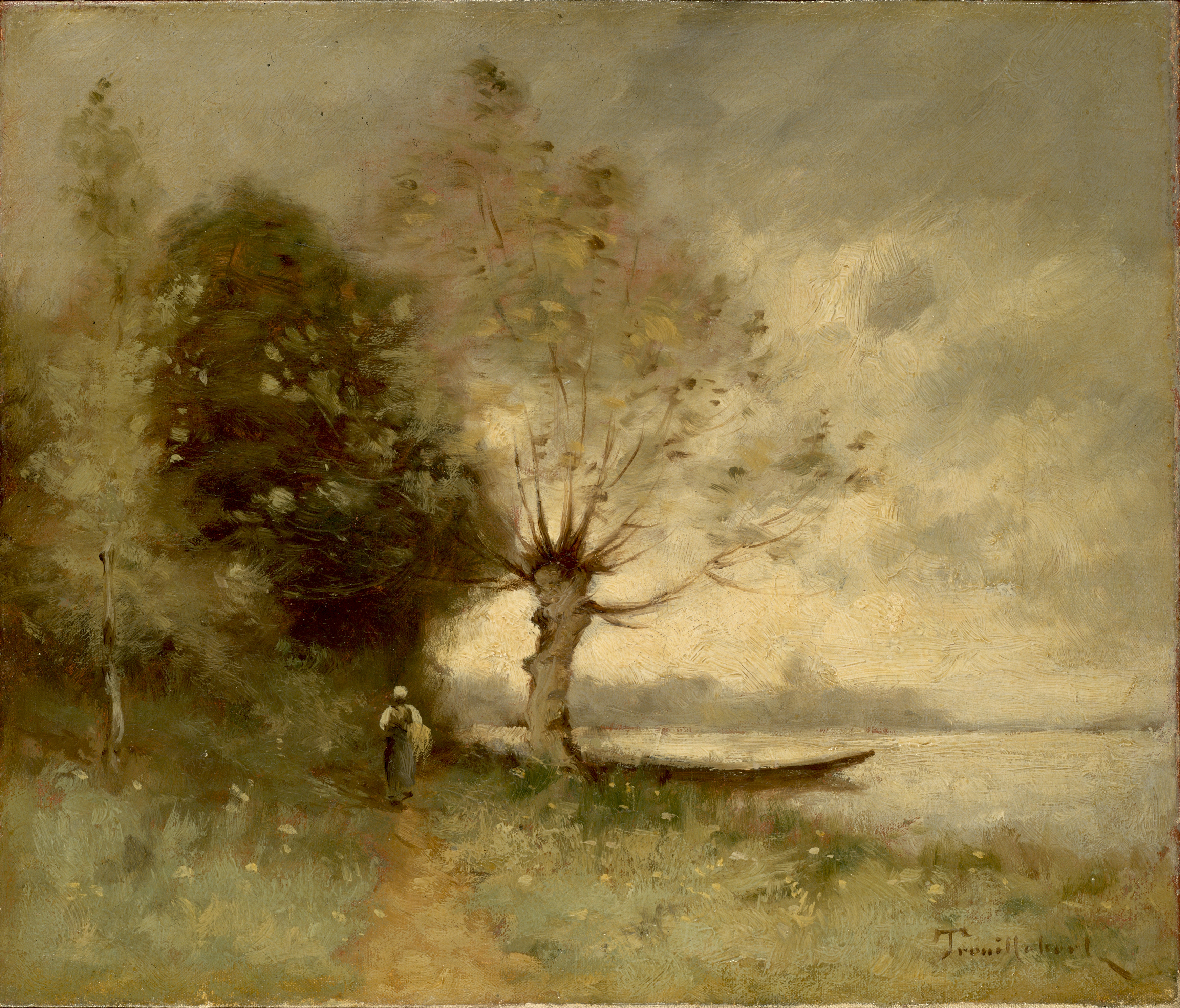
Берег Луары близ Шузе (1883), Санкт-Петербург, Эрмитаж.
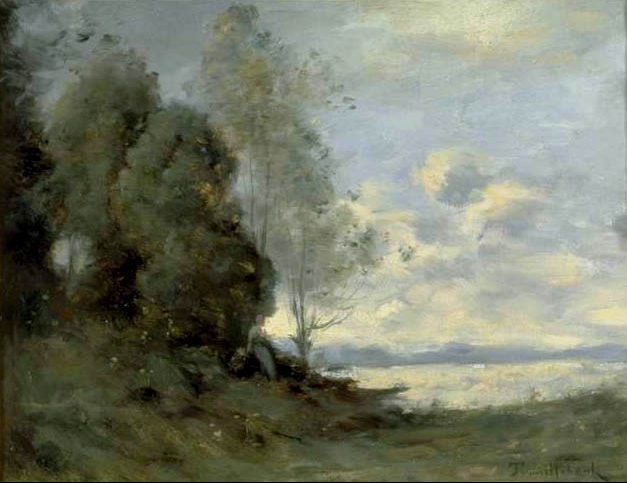
Отмели Луары, Музей Камбре.
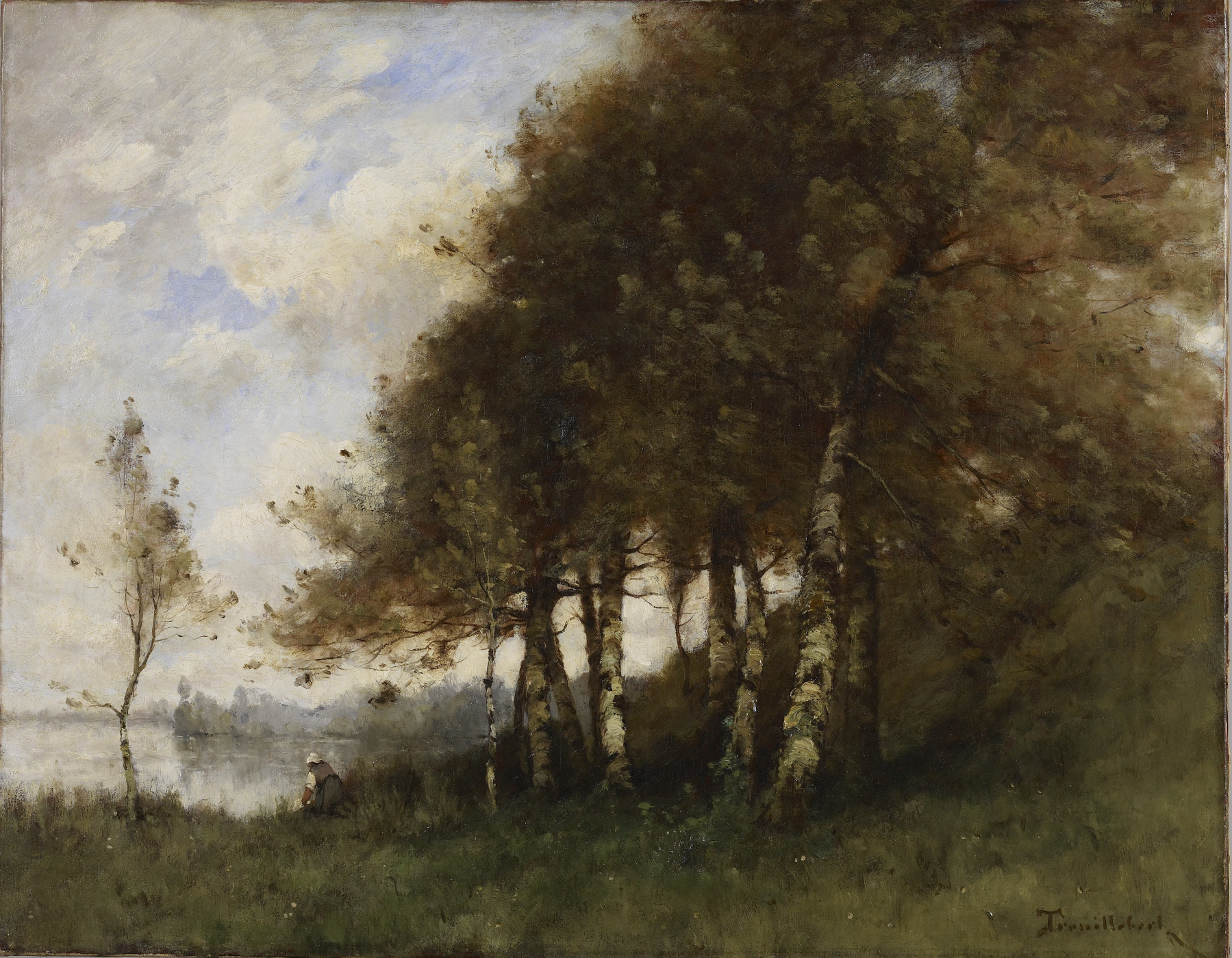
Пейзаж, Балтимор, Художественный музей Уолтерса.
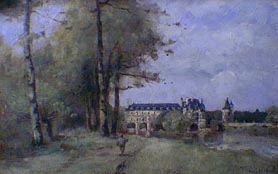
Замок Шенонсо, Буэнос Айрес, Национальный музей изящных искусств.
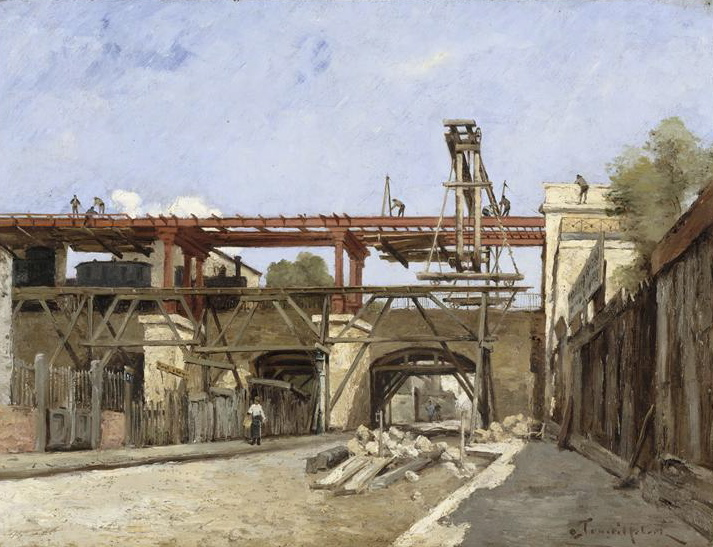
Строительство моста, Париж, Музей Орсе.
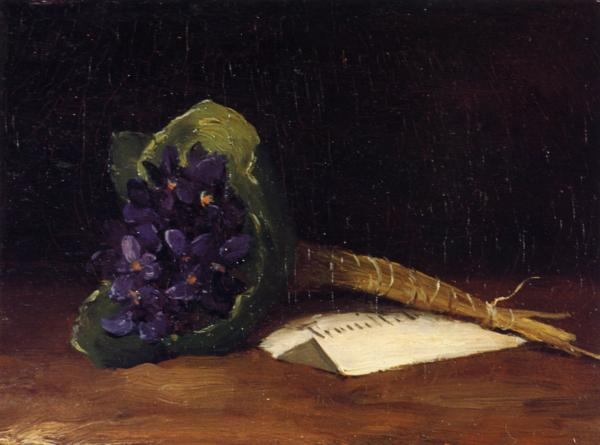
Букет фиалок, Аяччо, Музей Феша.
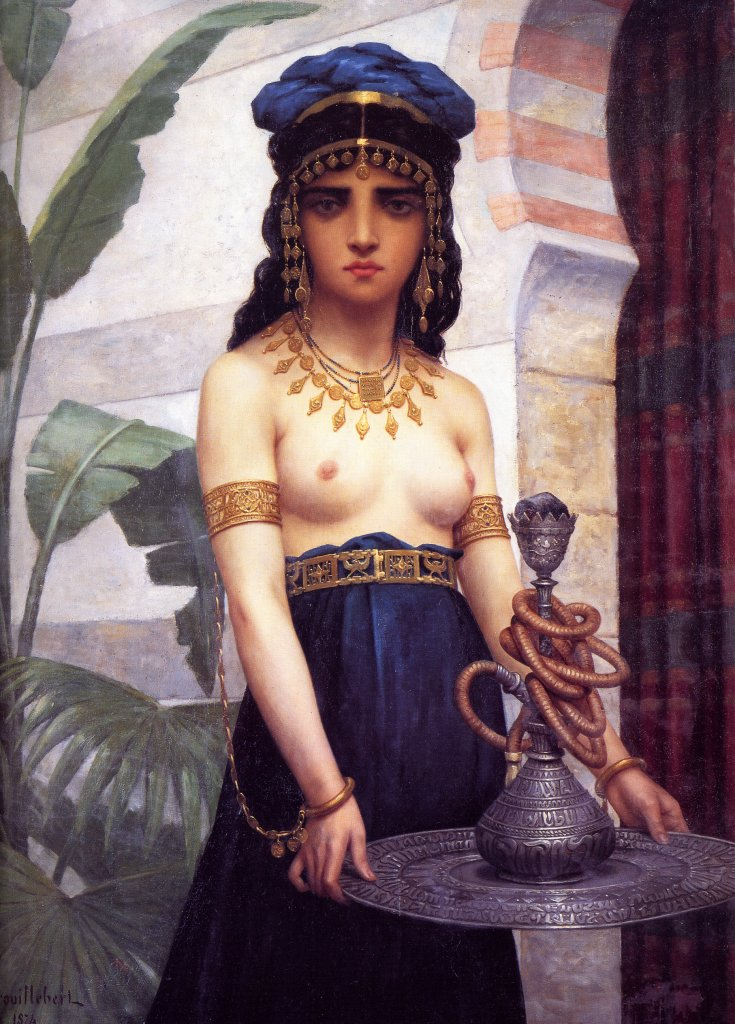
Служанка гарема (1874), Музей изящных искусств Ниццы.
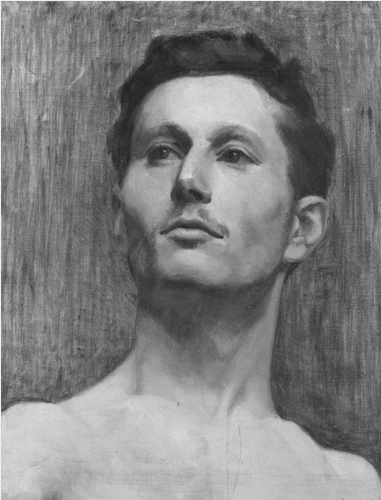
Мужской портрет, Королевские музеи изящных искусств (Брюссель).
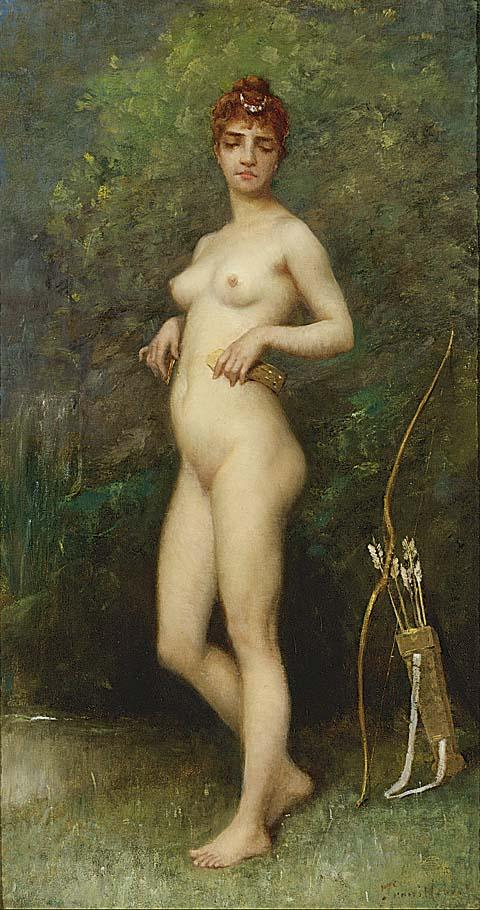
Диана-охотница.